# CD30
CD30, также известный как TNFRSF8 — протеин клеточной мембраны из семейства рецепторов для Факторов некроза опухоли.
CD30 может быть представлен в двух формах — мембранно-связанной (молекула фиксирована на поверхности клетки) и растворимой (soluble CD30, sCD30), секретируемой активированным лимфоцитом.
Мембранно-связанная форма CD30 появляется на поверхности активированных Т и В клеток и её взаимодействие с сигнальными белками TRAF2 и TRAF5 приводит к активации NF-kB.

## Взаимодействия
CD30 взаимодействует с TRAF5, TRAF1, TRAF2 и TRAF3.